# SU-76
SU-76 var en sovjetisk pansarvärnskanonvagn som användes under andra världskriget. SU-76 var beväpnad med en kanon i 76,2 mm kaliber och hade svagt pansarskydd. SU-76 togs fram för att bekämpa tyska stridsvagnar, men när modernare fordon som SU-85 och SU-100 blev tillgängliga från 1944 användes SU-76 mer för understöd åt infanteri. SU-76 användes ända fram till krigsslutet 1945. (Moskauer Panzer Werke: ZIL, MMZ).

## Övrigt
- Wikimedia Commons har media som rör SU-76.